# Svarttjärnen (Piteå socken, Norrbotten, 726163-173539)
Svarttjärnen är en sjö i Piteå kommun i Norrbotten och ingår i Rokåns huvudavrinningsområde.